# Urophora
Urophora is een geslacht van insecten uit de familie van de boorvliegen (Tephritidae).

## Soorten
- Urophora affinis (Frauenfeld, 1857)
- Urophora aprica (Fallen, 1814) - korenbloemgalboorvlieg
- Urophora cardui (Linnaeus, 1758) - distelgalboorvlieg
- Urophora caurina (Doane, 1899)
- Urophora claripennis Foote, 1987
- Urophora congrua Loew, 1862
- Urophora coronata Bassov, 1990
- Urophora cuspidata (Meigen, 1826) - grote centaurie gal-boorvlieg
- Urophora christophi Loew, 1869
- Urophora dzieduszyckii Frauenfeld, 1867
- Urophora formosa (Coquillett, 1894)
- Urophora grindeliae (Coquillett, 1908)
- Urophora hispanica Strobl, 1905
- Urophora impicta (Hering, 1942)
- Urophora jaceana (Hering, 1935) - knoopkruidgalboorvlieg
- Urophora jaculata Camillo Róndani, 1870
- Urophora kasachstanica (Richter, 1964)
- Urophora korneyevi White, 1998
- Urophora longicauda (Hendel, 1927)
- Urophora lopholomae Korneyev & White, 1989
- Urophora mauritanica Macquart, 1851
- Urophora neuenschwanderi Freidberg, 1982
- Urophora pauperata (Zaitzev, 1945)
- Urophora phalolepidis Merz & White, 1991
- Urophora pontica (Hering, 1937)
- Urophora quadrifasciata (Meigen, 1826) - centauriegalboorvlieg
- Urophora rufipes (Curran, 1932)
- Urophora setosa Foote, 1987
- Urophora sirunaseva (Hering, 1938)
- Urophora sjumorum (Rohdendorf, 1937)
- Urophora solstitialis Linnaeus, 1758
- Urophora spoliata (Haliday, 1838)
- Urophora stenoparia Steyskal, 1979
- Urophora stylata (Fabricius, 1775) - vederdistelgalboorvlieg
- Urophora tenuis Becker, 1908
- Urophora terebrans (Loew, 1850)
- Urophora timberlakei Blanc and Foote, 1961
- Urophora trinervii Korneyev & White, 1996
- Urophora variabilis Loew, 1869
- Urophora xanthippe (Munro, 1934)